# Lockheed XF-104
El Lockheed XF-104 fue un prototipo de interceptor supersónico, monomotor de alto rendimiento, construido por la compañía Lockheed en los años 50 para desarrollar una serie de cazas de reacción ligeros y simples para la Fuerza Aérea de los Estados Unidos. Se construyeron dos ejemplares, uno de ellos usado para la investigación aerodinámica y el otro como banco de pruebas para armamento. Ambos prototipos resultaron destruidos en accidentes durante sus pruebas en vuelo. El XF-104 dio lugar al Lockheed F-104 Starfighter.

## Desarrollo
Durante la Guerra de Corea, los pilotos de combate de la USAF fueron superados por los pilotos soviéticos equipados con aviones MiG. Los ingenieros de Lockheed, liderados por Kelly Johnson, diseñaron y presentaron a la Fuerza Aérea este novedoso diseño. El diseño destacaba por su elegancia, particularmente sus finas alas y fuselaje con forma de cohete, así como por disponer de un novedoso sistema de eyección para el piloto.
El primer vuelo del XF-104 tuvo lugar en febrero de 1954. El programa de pruebas en vuelo se encontró con problemas, algunos de los cuales fueron resueltos; no obstante, el rendimiento del XF-104 resultó ser mejor de lo previsto. Los dos prototipos se estrellaron durante su programa de pruebas. A pesar de ello, la USAF encargó la fabricación de 17 aviones de preserie YF-104 y luego el F-104 entró en producción en serie. Internacionalmente, el F-104 Starfighter tuvo gran éxito, siendo producido bajo licencia en otros países y sirviendo en numerosas fuerzas aéreas.

## Operadores
Estados Unidos
- Fuerza Aérea de los Estados Unidos

## Especificaciones (XF-104)
Referencia datos: Bowman, Drendel

### Características generales
- Tripulación: Uno (piloto)
- Longitud: 15 m (49,2 ft)
- Envergadura: 6,7 m (21,9 ft)
- Altura: 4,1 m (13,5 ft)
- Superficie alar: 18,2 m² (196 ft²)
- Perfil alar: Bi-convex 3,36%
- Peso vacío: 5216 kg (11 496,1 lb)
- Peso cargado: 7120 kg (15 692,5 lb)
- Peso máximo al despegue: 7575 kg (16 695,3 lb)
- Planta motriz: 1× turborreactor con postcombustión Wright J65.
  - Empuje normal: 35 kN (3569 kgf; 7868 lbf) de empuje.
  - Empuje con postquemador: 45 kN (4589 kgf; 10 116 lbf) de empuje.

### Rendimiento
- Velocidad máxima operativa (Vno): 2131 km/h (1324 MPH; 1151 kt)
- Velocidad de entrada en pérdida (Vs): 257 km/h (160 MPH; 139 kt)
- Alcance: 1290 km (697 nmi; 802 mi)
- Techo de vuelo: 15 400 m (50 525 ft)

### Armamento
- Cañones: 

  - 1x T171 Vulcan de 20 mm (solo en el XF-104 083-1002)

## Aeronaves relacionadas

### Desarrollos relacionados
- Canadair CF-104
- Lockheed NF-104A
- Lockheed CL-1200 Lancer y X-27
- Aeritalia F-104S

### Aeronaves similares
- Grumman F-11 Tiger
- Northrop F-5
- Dassault Mirage III
- Saunders-Roe SR.53

### Secuencias de designación
- Secuencia F-_ (Cazas (Fighter) del USAAC/USAAF/USAF, 1924-1962): ← F-101 - F-102 - F-103 - XF-104/F-104 - F-105 - XF-106 - F-106 →